# بنك التنمية الصناعية الباكستاني

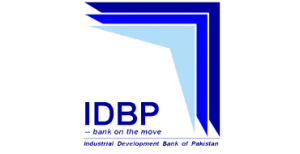
شعار بنك التنمية الصناعية الباكستاني – الهوية البصرية لمؤسسة مالية رائدة

يقع بنك التنمية الصناعي الباكستاني في كراتشي ، السند ، باكستان . وهي من أقدم مؤسسات التمويل في باكستان.

## التاريخ
يعد بنك التنمية الصناعية الباكستاني ، أحد أقدم مؤسسات تمويل التنمية في باكستان وقد تم إنشاؤه بهدف رئيسي يتمثل في توفير التمويل طويل الأجل للاستثمار في قطاع الصناعات التحويلية في الاقتصاد. ومع ذلك ، فقد أصبح البنك على مر السنين مؤسسة تعزز نمو المشروعات الصغيرة والمتوسطة في المناطق الريفية / الأقل نمواً في البلاد.
بنك التنمية الصناعي الباكستاني مملوك بالكامل من قبل كيانات حكومية باكستانية حيث تمتلك الحكومة الفيدرالية 57٪ من أسهمها ، و 36٪ من بنك الدولة الباكستاني ، و 7٪ من قبل حكومات المقاطعات وشركات القطاع العام الأخرى. يتكون مجلس إدارتها من ممثلين عن القطاع الخاص تعينهم وزارة المالية.
لقد عانى البنك الإسلامي للتنمية من خسائر كبيرة بسبب التخلف عن سداد القروض. بحلول منتصف العقد الأول من القرن العشرين ، تراكمت خسائر البنك الإسلامي للتنمية بنحو 27 مليار روبية وكان معسرًا. قامت الحكومة الباكستانية بدمجه مع مؤسسة الاستثمار المربحة في باكستان في عام 2006  جزئيًا لتحسين الأداء المالي .

## روابط خارجية
- موقع رسمي نسخة محفوظة 29 أغسطس 2010 على موقع واي باك مشين.